# Robert Favart
Marc Robert Favart (dit Riquez) est un acteur français, né le 19 février 1911 à Alexandrie (Égypte), et mort le 26 juillet 2003 à Nogent-sur-Marne (Val-de-Marne).

## Biographie
Il était l’époux de l'illustratrice de costumes de scène Jenny Carré, avec laquelle il eut deux fils, Michel Favart, réalisateur de Marion du Faouët, chef des voleurs et Jacques Favart, directeur de l'espace Carpeaux, à Courbevoie. 
Il est l'auteur de Revoir Alexandrie, livre de souvenirs.

## Filmographie

### Cinéma
- 1938 : La Cité des lumières de Jean de Limur
- 1938 : Angelica ou La rose de sang de Jean Choux
- 1940 : Ceux du ciel de Yvan Noé : Un pilote
- 1941 : Parade en sept nuits de Marc Allégret (Non crédité)
- 1941 : Le Destin fabuleux de Désirée Clary de Sacha Guitry : Lannes
- 1942 : Le Brigand gentilhomme de Émile Couzinet : Don Fernand de Torilhas
- 1942 : Des jeunes filles dans la nuit de René Le Hénaff
- 1943 : La Malibran de Sacha Guitry : Le ravisseur
- 1945 : Étrange Destin de Louis Cuny : L'assistant du professeur Gallois
- 1948 : Le Colonel Durand de René Chanas : Bertrand de Lormoy
- 1948 : Le Diable boiteux de Sacha Guitry : Abbé Dupanloup
- 1948 : Les souvenirs ne sont pas à vendre de Robert Hennion : Dessanges
- 1950 : Sous le ciel de Paris de Julien Duvivier : Maximilien
- 1951 : Les Mousquetaires du roi de Marcel Aboulker et Michel Ferry : Film inachevé
- 1953 : Si Versailles m'était conté… de Sacha Guitry : M. de Calènes
- 1954 : Napoléon de Sacha Guitry : Le comte Otto
- 1955 : Les hommes épousent les brunes (Gentlemen marry brunettes) de Richard Sale : Le directeur de l'hôtel
- 1956 : Ce soir les jupons volent de Dimitri Kirsanoff : Le prince Soliman Ben Salah
- 1963 : Faites sauter la banque de Jean Girault : Le confrère italien
- 1964 : Coplan, agent secret FX 18 de Maurice Cloche : Le colonel italien
- 1964 : Le Majordome de Jean Delannoy : Maître Boissard
- 1964 : Passeport diplomatique agent K 8 de Robert Vernay
- 1964 : La Nuit des généraux de Anatol Litvak : L'employé de l'aéroport
- 1965 : Angélique et le Roy de Bernard Borderie : Le chirurgien
- 1965 : Coplan FX 18 casse tout de Riccardo Freda
- 1965 : De l'assassinat considéré comme un des beaux-arts de Maurice Boutel
- 1966 : Le Carnaval des barbouzes de Alberto Cardone, Sheldon Reynolds, Robert Lynn et Louis Soulanes
- 1966 : La Fantastique Histoire vraie d'Eddie Chapman (Triple Cross) de Terence Young : Le général Dalrymple
- 1967 : J'ai tué Raspoutine de Robert Hossein
- 1967 : Le Samourai de Jean-Pierre Melville : Le patron du bar
- 1969 : Dernier Domicile connu de José Giovanni : Le directeur de l'école
- 1969 : Le Dernier Saut de Édouard Luntz : L'adjoint de Jauran
- 1970 : Le Cercle rouge de Jean-Pierre Melville : Le vendeur chez Mauboussin
- 1970 : Max et les Ferrailleurs de Claude Sautet : Loiselle
- 1971 : La Part des lions de Jean Larriaga
- 1971 : Les Galets d'Étretat de Sergio Gobbi
- 1971 : La Veuve Couderc de Pierre Granier-Deferre
- 1972 : Don Juan 73 de Roger Vadim
- 1972 : La Femme en bleu de Michel Deville
- 1972 : le Gang des otages de Édouard Molinaro : Ange
- 1972 : Le Mataf de Serge Leroy
- 1972 : Moi y'en a vouloir des sous de Jean Yanne : Le délégué italien
- 1973 : À nous quatre, Cardinal ! de André Hunebelle : M. de Tréville
- 1973 : Les Quatre Charlots mousquetaires de André Hunebelle : M. de Tréville
- 1973 : La Race des seigneurs de Pierre Granier-Deferre
- 1974 : Hommes de joie pour femmes vicieuses de Pierre Chevalier
- 1974 : Le Jeu avec le feu de Alain Robbe Grillet : Le banquier
- 1974 : Les Chinois à Paris de Jean Yanne
- 1974 : Verdict de André Cayatte : Le professeur Chartier, père d'Annie
- 1974 : Paul et Michèle (Paul and Michelle) de Lewis Gilbert : Le professeur
- 1975 : Catherine et Cie de Michel Boisrond
- 1980 : La Pension des surdoués de Pierre Chevalier : Le père de la militante
- 1983 : La Scarlatine de Gabriel Aghion

### Télévision
- 1964 : L'Abonné de la ligne U de Yannick Andreï
- 1970 : Lancelot du Lac de Claude Santelli (Téléfilm) : Le roi pêcheur
- 1971 : Les Nouvelles Aventures de Vidocq, épisode La Caisse de fer de Marcel Bluwal : Le préfet du Rhône
- 1972 : Kean: Un roi de Théâtre de Marcel Moussy (Téléfilm) : Elliston
- 1973 : Les Rois maudits (série télévisée) : Le chevalier
- 1973 : La porteuse de pain (série télévisée)
- 1973 : Au théâtre ce soir (série télévisée) : La Bécotterie
- 1973 : Joseph Balsamo d'André Hunebelle : Saluce
- 1974 : Une affaire à suivre d'Alain Boudet (Téléfilm) : Cruchot
- 1978 : Aurélien de Michel Favart (Téléfilm) : Maro Polo
- 1979 : Un juge, un flic (série télévisée) : Bortocelli
- 1980 : La peau de chagrin de Michel Favart (Téléfilm) : Le duc de Navarreins
- 1982 : Adieu de Pierre Badel (Téléfilm) : Le général de Vandières
- 1986 : Sins (série télévisée) : Dr. Beaumais
- 1987 : La nuit du coucou de Michel Favart (Téléfilm) : Monsieur du hall
- 1988 : War and Remembrance (série télévisée) : Comte de Chambrun

### Émissions de télévision
- 1973 : Le Monde merveilleux de Paul Gilson, émission de Frederic Jacques Temple, Nino Frank et Philippe Agostini, réalisation de Philippe Agostini : Extrait de pièces

## Théâtre

### Auteur
- 1973 : Au théâtre ce soir : Le Bonheur des autres de Robert Favart, mise en scène Jacques Sereys, réalisation Georges Folgoas, Théâtre Marigny
- 1983 : Madame… pas dame, mise en scène Marcelle Tassencourt, Théâtre Montansier

### Comédien
- 1941 : Marché noir de Steve Passeur, mise en scène Camille Corney, Théâtre Edouard VII
- 1942 : L'Étoile de Séville de Lope de Vega, mise en scène Maurice Jacquemont, Comédie des Champs-Élysées
- 1944 : Le Roi Christin de Marcelle Maurette, Théâtre Édouard VII
- 1948 : Interdit au public de Roger Dornès et Jean Marsan, mise en scène Alfred Pasquali, Comédie Wagram
- 1967 : La Maison des cœurs brisés de George Bernard Shaw, mise en scène Jean Tasso, Centre dramatique de l'Est

### Metteur en scène
- 1946 : Le Roi sans amour, pièce en trois actes de Paul Mourousy, Théâtre des Bouffes du Nord